# Opel 10/30 PS -10/35 PS
L'Opel 10/30 PS et l'Opel 10/35 PS étaient des voitures de la catégorie grande routière d'Adam Opel KG.
La 10/30 PS a été construite de 1922 à 1924 et la 10/35 PS seulement en 1924. En raison de la section inclinée du radiateur en forme de flèche, elles étaient également connues sous le nom de «Nez pointus».
Le moteur quatre cylindres de 2,6 litres avec un alésage de 82 mm et une course de 122 mm de la 10/30 PS produisait 30 CV à 1 600 tr/min. La 10/35 PS améliorée produisait 35 CV.
L'empattement était de 3 155 mm. La berline mesurait 4 500 mm de long, 1 700 mm de large et 2 300 mm de haut. Cela coûtait 12 000 marks. Le modèle six places ouvert, en revanche, ne coûtait que 10 500 marks.